# Arsenalplatz
Der Arsenalplatz ist eine große Freifläche in der Altstadt der Lutherstadt Wittenberg, umrahmt von der Juristenstraße, dem Zeughaus, der Klosterkirche und dem Arsenal-Kaufhaus.

## Ursprung
Bis in die Mitte des 18. Jahrhunderts war jener Teil der Altstadt, der heute den Arsenalplatz bildet, dicht bebaut. Hier befanden sich Wohn- und Geschäftsbauten mit dazugehörigen Höfen und Gärten. Im Jahr 1760 geriet die Festung Wittenberg unter Beschuss der kaiserlichen Truppen, wodurch zahlreiche Häuser abbrannten. Da eine Reihe dieser Häuser abgetragen wurden, ohne dass Neubauten an ihre Stelle traten, entstand der spätere Arsenalplatz als große Freifläche.

## Namensgebung und historische Nutzung
Nach Entstehung der Freifläche wurde diese befestigt und diente als Aufmarschplatz militärischer Einheiten. Dies wurde im 19. Jahrhundert insbesondere durch die Nähe des Zeughauses begünstigt. So entstand schließlich der offizielle Name des Platzes als Ort des Arsenals (der Rüstungsgüter). Mit der Entfestigung der Stadt ab den 1870er Jahren verlor er als innerstädtischer Aufmarschplatz an Bedeutung und verfiel zusehends. Diese Entwicklung setzte sich trotz wiederkehrender Versuche einer Umnutzung im 20. Jahrhundert fort. Von 1945 bis 1992 war der Platz mit Teilen der angrenzenden Gebäude von Armeeeinheiten der UdSSR besetzt und somit für die Öffentlichkeit gesperrt. Ab den 1990er Jahren wurden verschiedene Nutzungen des Platzes und der umliegenden Gebäude erwogen. Dem Bau des Einkaufszentrums Arsenal fielen dann eine Reihe historischer Gebäude samt ihren Hinterhöfen zum Opfer.

## Gegenwart
Der Arsenalplatz bildet neben dem Markt die größte innerstädtische Freifläche in der Lutherstadt Wittenberg. Als Verbindung der historischen Stadtinformation, des Museums der städtischen Sammlungen im Zeughaus, des Ratsarchiv sowie des Arsenal-Kaufhauses gehört er zu den stark genutzten Plätzen der Stadt. Eine Öffnung der Gebäude der historischen Stadtinformation zum Platz sowie dessen Bepflanzung ist angedacht.
Nils Seethaler schlug, zum Verweis auf die naturkundlichen Sammlungen im Zeughaus und zur Gliederung des Platzes, das lebensgroße Modell eines Dinosauriers vor.

## Archäologische Funde
Bei den Arbeiten zum Aushub der Baugrube für das geplante Kaufhaus seit 2010 sind Reste zahlreicher historischer Keller gefunden worden. Darunter war auch der Keller des Reformationsdruckers Hans Lufft, der 1584 in Wittenberg starb. Das Landesamt für Denkmalpflege und Archäologie schätzte ihn als aus reformationsgeschichtlicher Sicht als besonders bedeutsam ein. Ferner wurde ein Keller gefunden, der Matthäus Aurigallus zugeschrieben werden konnte, der Martin Luther bei der Übersetzung von Bibeltexten aus dem Hebräischen unterstützte. Auch stieß man bei den Grabungen auf einen Keller aus Raseneisenstein aus dem 13. oder 14. Jahrhundert, der damit aller Wahrscheinlichkeit nach der älteste gefundene Profanbau Wittenbergs ist.